# Gamla missionshuset
Gamla missionshuset var en gudstjänstlokal i Jönköping, som invigdes för Jönköpings missionsförening av 1860 vid Odengatan 5–7 i hörnet mot Västra Holmgatan på Tyska maden. Det var det första missionshuset i Jönköping och rymde omkring 1.000 personer. Det ersattes 1876 för Jönköpings missionsförening av det större Stora missionshuset snett över Odengatan vid Målargatan, vilket rymde 3.000 besökare,
År 1880 bildades Jönköpings stadsmissionsförening, som övertog Gamla missionshuset av Jönköpings missionsförening.
Stadsmissionsföreningen anslöt sig 1884 till Svenska Missionsförbundet, som 1899–1900 uppförde Gamla Immanuelskyrkan vid Fabriksgatan/Oxtorgsgatan på Väster, riven 1975 och ersatt av Nya Immanuelskyrkan.
Gamla missionshuset revs omkring 1960 för att ge plats till Jönköpings stadsbibliotek.